# 그린즈버러 콜리시엄 콤플렉스
그린즈버러 콜리시엄 콤플렉스(영어: Greensboro Coliseum Complex)는 미국 노스캐롤라이나주 그린즈버러에 위치한 실내 경기장이다. 과거 ABA 캐롤라이나 쿠커스와 NHL 캐롤라이나 허리케인스 그리고 AHL 캐롤라이나 모나크스, ECHL 그린즈버러 모나크스, 그린즈버러 제네럴즈의 홈경기장으로 사용되었으며 현재 G 리그 그린즈버러 스웜의 홈경기장으로 사용되고 있다.

### 노반트 헬스 필드하우스
노반트 헬스 필드하우스는 특별 이벤트 센터에 인접한 독립형 전시장이다. 현재 NBA G 리그 그린즈버러 스웜의 홈 경기장으로 사용하고 있으면, 수용인원은 2,118명이다.

## 시설
| 명칭                          | 수용인원 |
| ----------------------------- | -------- |
| 그린즈버러 콜리시엄 콤플렉스  | 20,000명 |
| 화이트 오크 앰퍼씨에이터      | 7,061명  |
| 노반트 헬스 필드하우스        | 2,118명  |
| 스페셜 이벤트 센터 (이스트윙) | 5,100명  |
| 오데온 씨어터                 | 300명    |
| 그린즈버러 아쿠아틱 센터      | 2,500명  |
| 더 테라스                     | 800명    |

## NBA프리시즌 경기
| 날짜            | 팀1           | 스코어    | 팀2         |
| --------------- | ------------- | --------- | ----------- |
| 2022년 10월 7일 | 보스턴 셀틱스 | 112 - 103 | 샬럿 호니츠 |

| ABA 올스타전 개최 경기장 |                            |           |
| 1970년                   | 1971년 그린즈버러 콜리시엄 | 1972년    |
| 페어그라운즈 콜리시엄    | 1971년 그린즈버러 콜리시엄 | 프리덤 홀 |
|                          |                            |           |
|                          |                            |           |